# Francisco Ferros
Francisco Ferros är en ort i Mexiko.   Den ligger i kommunen Elota och delstaten Sinaloa, i den centrala delen av landet, 1 000 km nordväst om huvudstaden Mexico City. Francisco Ferros ligger 69 meter över havet och antalet invånare är 156.
Terrängen runt Francisco Ferros är platt åt sydväst, men åt nordost är den kuperad. Runt Francisco Ferros är det ganska tätbefolkat, med 78 invånare per kvadratkilometer. Närmaste större samhälle är Pueblo Nuevo, 18,6 km söder om Francisco Ferros. I omgivningarna runt Francisco Ferros växer huvudsakligen savannskog.